# Stever

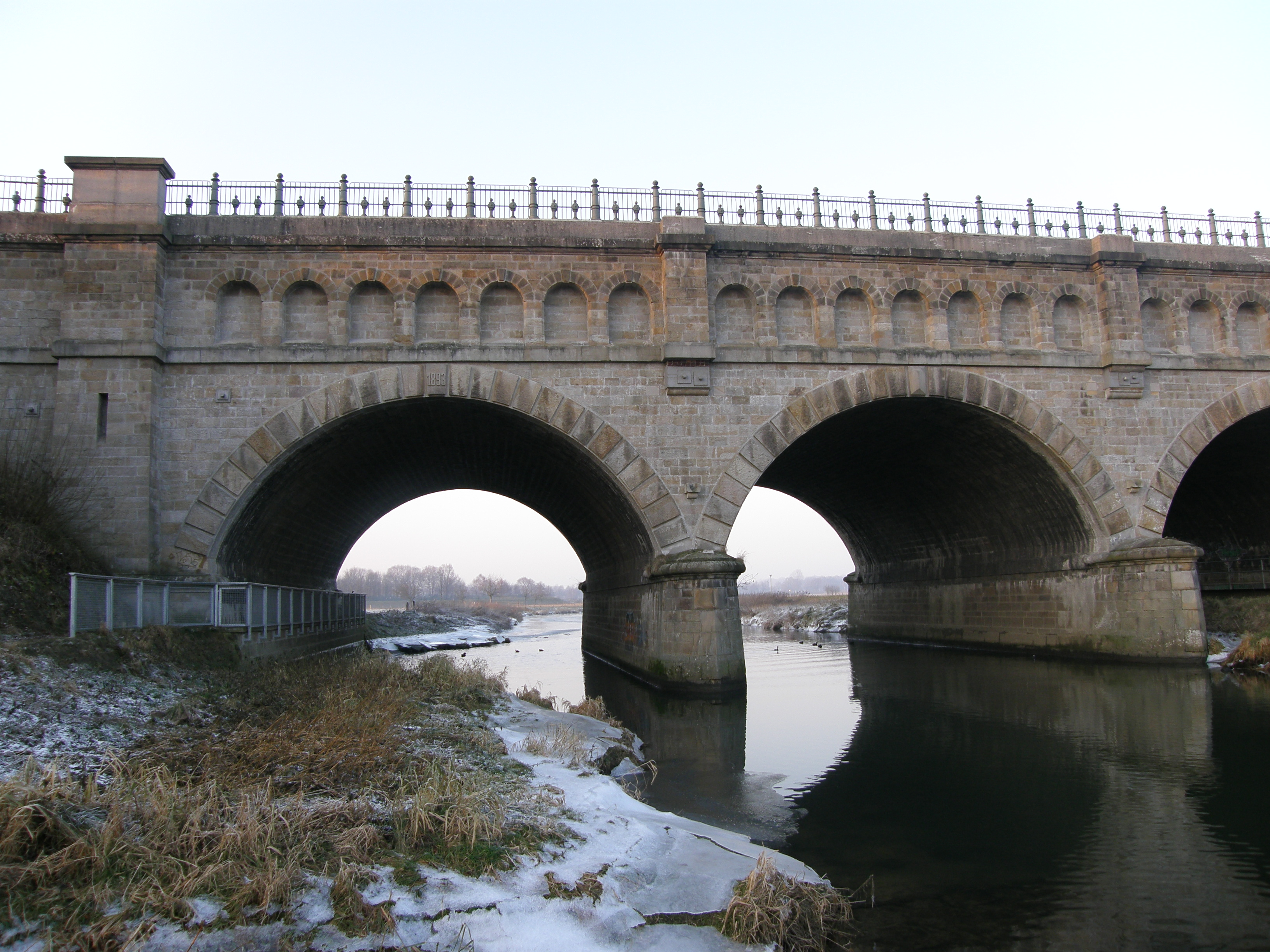
Kanaalbrug van de Alte Fahrt

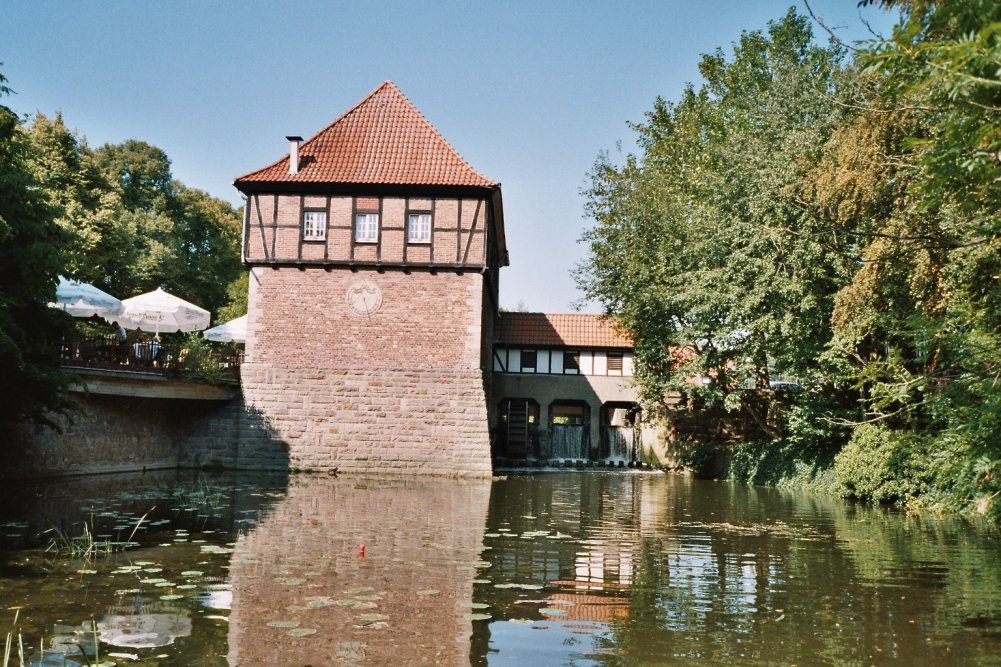
Watermolen in Lüdinghausen

De Stever is een 58 km lange rechtse zijrivier van de Lippe in de Duitse deelstaat Noordrijn-Westfalen. Het dal waarin de volledige bedding verloopt wordt Stevergau genoemd en maakt deel uit van het zuidelijke Münsterland.

## Loop
De bron van de Stever bevindt zich op 130 m hoogte bij het gehucht Stevern in een natuurgebied op de flank van de Westerberg tussen Münster en Coesfeld. De afgedamde bronvijver diende vroeger als bluswatervoorraad, veedrenkplaats en viskwekerij. Door de talrijke bronnen wordt de Stever snel een behoorlijke beek, die meteen de eerste van een reeks watermolens aandrijft.
Dan stroomt de Stever wijd meanderend door weiden en velden in zuidelijke richting over Appelhülsen naar Senden, waar zij meerdere grachten en vijvers voedt. Bij het kasteel is de samenvloeiing met de Dummersbach.
Vervolgens kruist zij het Dortmund-Eemskanaal en de oude kanaalarm (Alte Fahrt) onder twee kanaalbruggen en stroomt verder naar het zuiden tot Lüdinghausen, waar zij zich in drie armen splitst: (Vischeringsche Stever, Mühlenstever, Ostenstever). De Vischeringer Stever voedt de slotgrachten van de kastelen Vischering en Lüdinghausen.
Verder kruist de Stever opnieuw het Dortmund-Eemskanaal, nu in oost-westrichting, onder de bijzondere boogbrug van de Alte Fahrt.
Ten noorden van Olfen waar het natuurlijk uitzicht van de Stevermeersen is hersteld, gaat de Stever door de stuwmeren van Hullern en Haltern.
Net stroomafwaarts van de stuw stroomt de Stever in Haltern am See in de Lippe.

## Plaatsen
- Nottuln
- Senden
- Lüdinghausen
- Selm
- Olfen
- Haltern am See

## Watermolens
Zoals gebruikelijk in het Münsterland werd de rivier voor de aandrijving van talrijke watermolens gebruikt, zoals
- Watermolen Hof Schulze-Westerath in Stevern, voor heteerst vermeld in 1599
- Abdijmolen en Westerodemolen in Stevern
- Watermolen van Huis Groß-Schonebeck nabij Appelhülsen
- Koren- en olieslagmolen van het Huis Vischering
- Molen van het domkapittel "Borg" in Lüdinghausen
- Füchtelner Molen

- Gemeinsame Normdatei: 4105730-2
- Virtual International Authority File: 238394080